# 羅德里戈·塔代伊
羅德里戈·塔代伊（Rodrigo Taddei，1980年3月6日—），是一位巴西足球運動員。目前塔代伊效力於意甲球隊羅馬，在場上司職進攻型中場。塔代伊同時擁有巴西和意大利雙重國籍，不過目前他還未曾為巴西國家隊效力過。